# Bani (Pangasinan)
Bani è una municipalità di terza classe delle Filippine, situata nella Provincia di Pangasinan, nella regione di Ilocos.
Bani è formata da 27 baranggay:
- Ambabaay
- Aporao
- Arwas
- Ballag
- Banog Norte
- Banog Sur
- Calabeng
- Centro Toma
- Colayo
- Dacap Norte
- Dacap Sur
- Garrita
- Luac
- Macabit

- Masidem
- Poblacion
- Quinaoayanan
- Ranao
- Ranom Iloco
- San Jose
- San Miguel
- San Simon
- San Vicente
- Tiep
- Tipor
- Tugui Grande
- Tugui Norte